# Ingrid Hjelmvik-Welander
Ingrid Sonja Margareta Hjelmvik-Welander, född 17 augusti 1926 i Göteborgs Karl Johans församling, död 19 februari 2024 i Jönköping, var en svensk textilkonstnär.
Hon var dotter till kaptenen Frithiof Hjelmvik och Sonja Wilhelmina Lilljegren och från 1953 gift med reklamchefen Torsten Welander. Hon studerade vid Slöjdföreningens skola 1944–1949 och genom självstudier under en resa till Paris 1948 och Venedig 1950. Efter studierna anställdes hon som konstnärlig medhjälpare vid Jönköpings läns hemslöjd. Hon medverkade i ett flertal konsthantverksutställningar och var representerad vid textilutställningen på Liljevalchs konsthall 1955 och i Riksförbundet för bildande konsts vandringsutställning Smide och bildvävnad 1961–1962. Bland hennes offentliga arbeten märks ett 60 kvadratmeter stort draperi för sessionssalen i Jönköpings stadshus samt kormattor för Tofteryd och Byarums kyrkor. Hennes konst består av batik, vävning och broderier.